# ریوتا کوبایاشی
ریوتا کوبایاشی (انگلیسی: Ryota Kobayashi؛ زادهٔ ۲۲ ژوئن ۱۹۸۸) بازیکن فوتبال اهل ژاپن است.